# Cuisine fidjienne
La cuisine fidjienne, concernant les Îles Fidji, est depuis longtemps composée principalement d'aliments cueillis et cultivés à la ferme. Bien que le riz, le blé et le thé soient devenus des aliments de base pendant l'ère coloniale des Fidji, les Fidjiens autochtones mangent toujours principalement des tubercules et des noix de coco. La cuisine des Fidji est connue pour ses fruits de mer et ses divers légumes verts, notamment l'ota, une jeune fougère forestière, et le bele (« chou glissant »), une plante qui ressemble à l'épinard.

## Histoire et caractéristiques générales
Le passé récent des Fidji en tant que colonie de l'Empire britannique a eu un impact significatif sur sa cuisine, car le système de servitude sous contrat britannique a amené de nombreux Indiens sur les îles et a considérablement façonné la cuisine telle qu'elle est aujourd'hui.
Dans de nombreux foyers, le petit-déjeuner comprend des plats régionaux comme le roti et le curry, le taro bouilli et la soupe de poisson, ainsi que des biscuits salés avec du beurre, en plus de produits comme le pain, les céréales, le lait, le thé et le café. Le régime alimentaire est comparable à celui des pays insulaires voisins comme les archipels Samoa et Tonga.

### Ingrédients
Une grande variété d'aliments est disponible grâce aux anciennes routes commerciales qui traversent ces nations.

#### Les plantes de base et les féculents
Le taro est l'aliment de base le plus important pour les occasions spéciales. Il est disponible en 70 variétés différentes ; certaines deviennent roses ou jaunes ou restent blanches après la cuisson. Il peut être cultivé dans n'importe quel sol. Le taro est une riche source de fibres.
Le manioc ou tavioka a remplacé les ignames et est maintenant la culture de base la plus cultivée et la plus consommée aux Fidji. Il est bouilli dans du sel et de l'eau jusqu'à ce qu'il soit tendre et mangé avec des ragoûts et des currys.
Le kumala (patate douce) n'était pas traditionnellement un aliment de base dans le régime alimentaire des Fidjiens. Il a été importé de Papouasie-Nouvelle-Guinée. Il est facile à cultiver et offre un bon rendement. Aujourd'hui, c'est la moins chère de toutes les racines et est consommé par la plupart des gens dans des soupes, des ragoûts ou des currys.
Le fruit à pain est un aliment de base saisonnier. Il est cultivé dans la plupart des ménages des villages.
Le riz a été apporté par les immigrants indiens et a été cultivé pour un usage domestique autour des Fidji.

#### Légumes
La feuille de taro, le rourou, est la culture commerciale la plus importante pour les communautés fidjiennes. Elle est utilisée dans les repas quotidiens et également dans les repas cérémoniels pour préparer le palusami.
Le bele (Abelmoschus manihot, également hibiscus bele ou épinard hibiscus [Hibiscus manihot]) est l'un des légumes traditionnels les plus nutritifs d'Océanie. C'est un légume à feuilles vertes très nutritif cultivé dans presque tous les foyers. Les feuilles sont de riches sources de vitamines et de minéraux tels que le fer et le magnésium, la provitamine A et C, et ont également des niveaux très élevés de folate, un nutriment important pour les femmes enceintes et allaitantes.
L'amarante, appelée aussi tubua, est un autre légume couramment consommé dans la plupart des foyers. Les autres feuilles consommées comprennent les feuilles de citrouille, de manioc et de patate douce.

#### Noix de coco
La noix de coco est particulièrement appréciée des Fidjiens. Elle est cultivée dans la plupart des zones côtières. La noix de coco n'est pas seulement utilisée pour l'alimentation, mais joue un rôle important dans l'économie des Fidji.

#### Les viandes
Les viandes comme le poulet et l'agneau sont très populaires, tandis que le bétail et le porc sont élevés pour des occasions spéciales comme les mariages et achetés jeunes. Les saucisses d'agneau et de poulet, ainsi que les œufs, sont souvent les sources de protéines les moins chères dans les foyers. De nombreuses personnes obtiennent leurs protéines principalement à partir des fruits de mer, et de nombreux enfants aiment aller pêcher pendant un repas complet. En raison de la présence de nombreux peuples autochtones le long de la côte, les crevettes d'eau douce et marines, les moules, les palourdes, les oursins, les concombres de mer, les huîtres, les homards, les poissons, les crabes, les poulpes et les calmars ont été la principale source de nourriture pendant de nombreuses années.
Pendant de nombreuses années, la tortue était également consommée ; cependant, en raison de l'évolution des habitudes et de la diminution des populations, le gouvernement fidjien a fortement restreint ou interdit la consommation de nombreuses espèces en voie de disparition. Les requins ne sont jamais consommés car ils sont censés représenter le dieu de la mer Dakuwaqa et sont donc tabous. Tuer ou manger un requin est censé apporter un grand malheur au village.

#### Les condiments
Le lait de coco, l'eau de mer, les épices indiennes, les oignons, les carottes, l'ail, le gingembre, les citrons verts, les feuilles de curry et le piment sont également les principaux arômes, avec des influences chinoises provenant de la sauce soja et huître qui sont des ajouts populaires.

### Repas
Le petit déjeuner aux Fidji est fréquemment composé de manioc et de riz, de gros pancakes, de biscuits et de thé sucré. Le déjeuner dans les villages se compose d'un aliment féculent cuit à la vapeur comme le manioc ou le taro, d'une soupe et de thé, sucré avec du sucre de canne. Les familles indo-fidjiennes peuvent s'en tenir au riz traditionnel, au dhal et à un curry de viande ou de légumes accompagné d'une salade ou d'un chutney. Le thé masala est la boisson principale dans de nombreux foyers indo-fidjiens. Cependant, de nombreux citadins se tournent vers la restauration rapide occidentale facilement disponible, qui devient désormais un choix populaire pour les jeunes générations.
Le dîner est généralement élaboré et à base de viande, comme des ragoûts, des soupes, des currys, des sautés et des plats traditionnels cuits au four en terre appelés lovo (semblables à un umu ou un hangi). Ils sont généralement servis avec une simple salade et du riz ou des légumes-racines pour agrémenter les repas. Les régimes alimentaires des Fidjiens sont également basés sur des aliments cueillis tels que les fougères forestières et les herbes sauvages qui sont désormais facilement vendues sur les marchés alimentaires. Les herbes telles que la coriandre et la menthe sont souvent utilisées pour parfumer les plats sucrés et salés. Les conserves sont des produits de base du garde-manger et comprennent souvent du maquereau en conserve, des sardines, du thon, des haricots cuits au four, du bœuf salé, du mouton salé et du lait concentré. Les desserts comprennent un pudding à la noix de coco cuit à la vapeur, un gâteau dense semblable au spotted dick mais aromatisé à la cardamome, au gingembre, au lait concentré, au lait de coco et au sirop de canne à sucre. Ce gâteau est un classique très apprécié que de nombreuses familles mangent chaud ou froid, tartiné de beurre.

## Les spécialités de la cuisine fidjienne

### Lelovo
Le lovo est une méthode de cuisson traditionnelle fidjienne. Les aliments tels que la viande, le poisson et les légumes sont enveloppés dans des feuilles et placés sur des pierres chaudes, enterrés et cuits pendant plusieurs heures. C'est un procédé culinaire fréquemment utilisé pour les fêtes. Similaire au hangi néo-zélandais, le lovo de style fidjien utilise de la sauce soja, de l'ail, du piment et du gingembre comme assaisonnement pour la viande. Le poisson est généralement cuit à la vapeur dans des feuilles de taro avec des oignons, de l'ail, du piment et du lait de coco, appelé poisson-in-lolo. Un autre plat de lovo courant est le palusami, dont les versions végétarienne et non végétarienne sont toutes deux des ajouts populaires. Composé de jeunes feuilles de taro tendres, de lait de coco, de gingembre, d'ail, de piment, de jus de citron vert, de sel et peut inclure du bœuf ou du mouton salé ou du poisson, le palusami est également un élément de base du menu avec le rourou, un plat similaire à base de feuilles de taro. Les ignames, le manioc et le taro sont les principaux féculents du lovo, et il faut de nombreuses personnes pour le préparer, d'où son importance particulière.

### Les autres plats
- Suruwa de poisson – un curry de poisson de style fidjien.
- Kokoda – Poisson cru mariné dans du jus de citron ou de citron vert fraîchement pressé avec du lait de coco ajouté après la « cuisson » avec des tomates finement coupées en dés, des piments et du sel[10].
- Palusami – Paquets faits de feuilles de taro, remplis de crème de coco épaisse, d'oignons, de sel et de viande en conserve[11].
- Rorou – Ragoût de feuilles de taro.

## Les collations et les desserts
Les desserts ou collations sont courants et sont consommés entre les repas, souvent pour le thé du matin et de l'après-midi. Parmi les desserts les plus courants, on trouve les tartes fourrées à la crème anglaise, à la citrouille ou à l'ananas. Les puddings cuits à la vapeur sont également courants, mais ils sont riches en sucres et en graisses. La plupart des foyers utilisent de la crème de coco, du sucre caramélisé pour donner de la couleur, de la farine et de la levure chimique comme ingrédients principaux. Le mélange de pudding est versé dans des moules et cuit à la vapeur pendant 1 à 2 heures. Pour améliorer la saveur, on ajoute parfois de la cannelle ou des raisins secs. Certains desserts délicieux sont également préparés avec du manioc. Le manioc est d'abord râpé, puis on y ajoute du sucre. Il est ensuite enveloppé dans des feuilles de bananier et cuit à la vapeur. Le pudding au sucre brûlé (purini ou pudini) est l'un des puddings les plus populaires de la cuisine fidjienne. Le vakalolo est un dessert traditionnel à base de manioc, de noix de coco, de racine de gingembre, de sucre, de clous de girofle, puis cuit à la vapeur dans une feuille de bananier.
Un autre dessert populaire est le vakalolo, à base de manioc râpé, de gingembre, de sucre, de cardamome et de lait de coco. Le mélange est façonné en petites crêpes plates, enveloppées dans des feuilles de bananier et cuites à la vapeur. Plat dense, moelleux et sucré, le vakalolo a incorporé de nombreuses épices indiennes pour rehausser les saveurs.

## Les boissons
Le kava est une boisson à base de racines de plantes yaqona réduites en poudre. La poudre est placée dans un tissu en mousseline et de petites quantités d'eau sont ajoutées pour en extraire le jus. Le kava n'est pas propre à la culture fidjienne ; il est largement consommé dans d'autres pays du Pacifique. Il a une signification religieuse et tribale et est utilisé comme offrande de paix connue sous le nom de sevusevu lors des fonctions fidjiennes. La consommation de kava peut créer une dépendance. Cependant, il n'existe aucune preuve que le kava provoque une dépendance physique ni de risques à long terme dus à sa consommation régulière.
Le kava est utilisé pour calmer l'anxiété, le stress et l'agitation, et pour traiter les problèmes de sommeil. Il est également utilisé comme remède contre certains troubles neurologiques et mentaux, le rhume et d'autres infections des voies respiratoires, la tuberculose, les douleurs musculaires et comme prévention du cancer. Certains utilisent la boisson pour les infections des voies urinaires, les douleurs et gonflements de l'utérus, les maladies vénériennes, les troubles menstruels et comme aphrodisiaque. Le kava est appliqué sur la peau pour traiter les maladies de la peau, notamment la lèpre, pour favoriser la cicatrisation des plaies et comme analgésique. Il est également utilisé comme bain de bouche pour les aphtes et les maux de dents.